# Rio Bramaputra

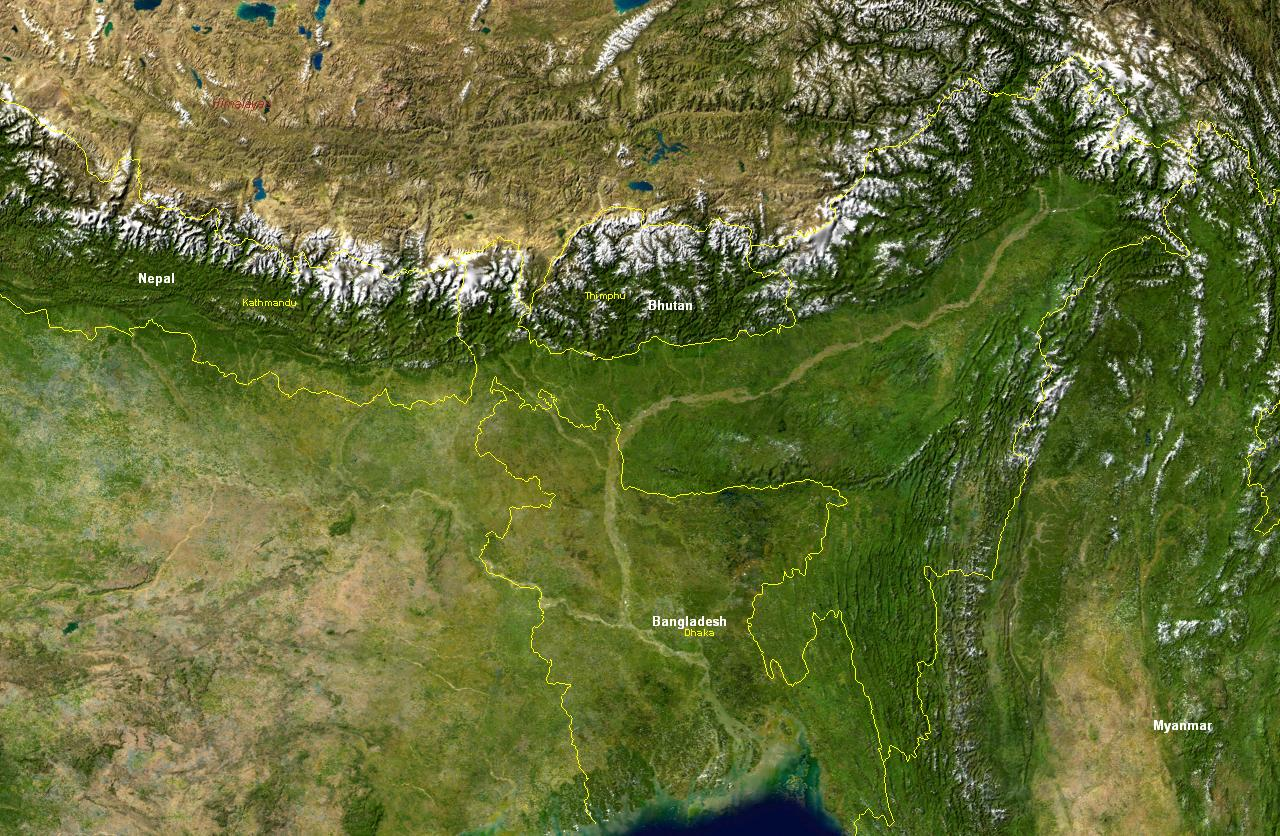
Rio Bramaputra

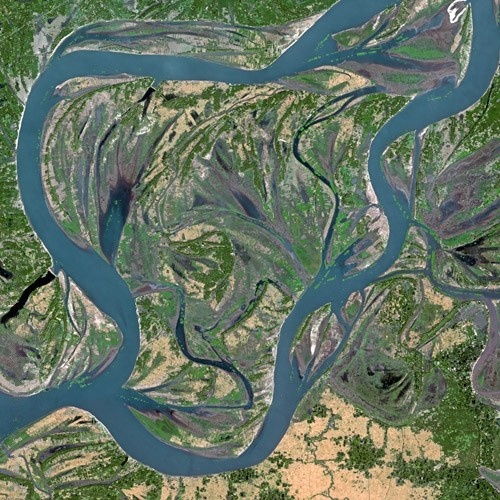
O Bramaputra visto pelo satélite Spot

O rio Bramaputra (em sânscrito: ब्रह्मपुत्र; "filho de Brama") é um rio da Ásia Meridional, com 3 900 km de comprimento. A sua nascente é nos Himalaias, no Kailash a 5 000 metros de altitude, no glaciar Kubigangri, e passa perto de Lassa. No Tibete Ocidental é conhecido como Yarlung Tsangpo e no Tibete do sul como Dihang. Os  antigos gregos chamavam-lhe Dyardanes ou o Œdanes dos . Seu percurso tropical faz do seu vale um dos mais ricos mundialmente em  biodiversidade. As suas cheias importantes permitem uma fertilização da terra mas não são muito devastadoras.
No seu curso inferior, que é sagrado no hinduísmo, o rio é utilizado para o transporte de produtos agrícolas. Desagua no rio Ganges, que após a confluência forma um grande delta (o delta do Ganges, no golfo de Bengala no Bangladesh). É um dos raros rios do mundo onde ocorre o fenómeno do macaréu.

## Curso
O rio atravessa três países, e tem um nome diferente consoante o seu curso:  Yarlung Zangbo no Tibete, o Bramaputra na sua parte indiana e enfim Jamuna na sua parte do Bangladesh.

### No Tibete
Atravessa o sudeste do Tibete, a China, e o nordeste da Índia, e vai desaguar no Ganges no Bangladesh central para formar um imenso delta. É navegavel nos seus últimos 1 290 quilómetros. No Tibete, onde se chama em tibetano Yarlung Tsangpo (ཡར་ཀླུངས་གཙང་པོ་; Wylie : yar kLungs gTsang po) ou em chinês Yarlung Zangbo (雅鲁藏布; pinyin: Yǎlǔ Zàngbù) na sua travessia do Tibete desde sua fonte perto do monte Kailash até sua entrada na Índia no estado do Arunachal Pradexe, fornece um meio importante de transporte este—oeste sobre alguns 1 200 quilómetros, provavelmente o eixo de navegação fluvial o mais alto do mundo.
É nesta região que a  dinastia Yarlung dos reis do Tibete teve sua origem. Também é no vale de Yarlung que se encontram os túmulos dos principais reis dessa época.

### Na Índia
Continuando o seu percurso, o rio dá uma volta para o sul e entra na Índia por o que é o mais profundo vale do mundo. No estado de Assã, leva o nome de Bramaputra e atravessa durante 725 km o largo e fértil vale do Assã.

### No Bangladesh
Entrando no Bangladesh, onde é chamado Jamuna ou Yamunâ (não confundir com o Yamuna, afluente do Ganges que passa por Âgrâ), continua para o sul em direção do golfo de Bengala pelo intermediário do delta do Ganges-Bramaputra.

## Hidrologia
O Bramaputra é um rio cujo regime de escoamento das águas é muito irregular. O rio conhece um período de altas águas de Junho a Outubro no momento da monção e um período de estiagem de Janeiro a Março durante a estação seca. Entre os dois meses extremes o débito médio mensal do rio varia de um factor 10. O débito médio interanual ou caudal do rio é de 916 m³/seg em Yangcun no Tibete por uma superfície de bacia de 153 191 km², de 18 100 m³/seg em Pandu por uma superfície de bacia de 405 000 km² e de 21 261 m³/seg em Bahadurabad por uma área de bacia de 636 130 km². O seu mínimo conhecido foi medido durante a estação seca em 1960 quando foi registado o valor de 3280 m³/s.
Débito médio mensal (em m³/s) medido na estação hidrológica de Bahadurabad (25°18′N-89° 67′E) altitude: 19 m- bacia vertente: 636 130 km²—dados calculados sobre o período de 1969-1992

## Ecologia

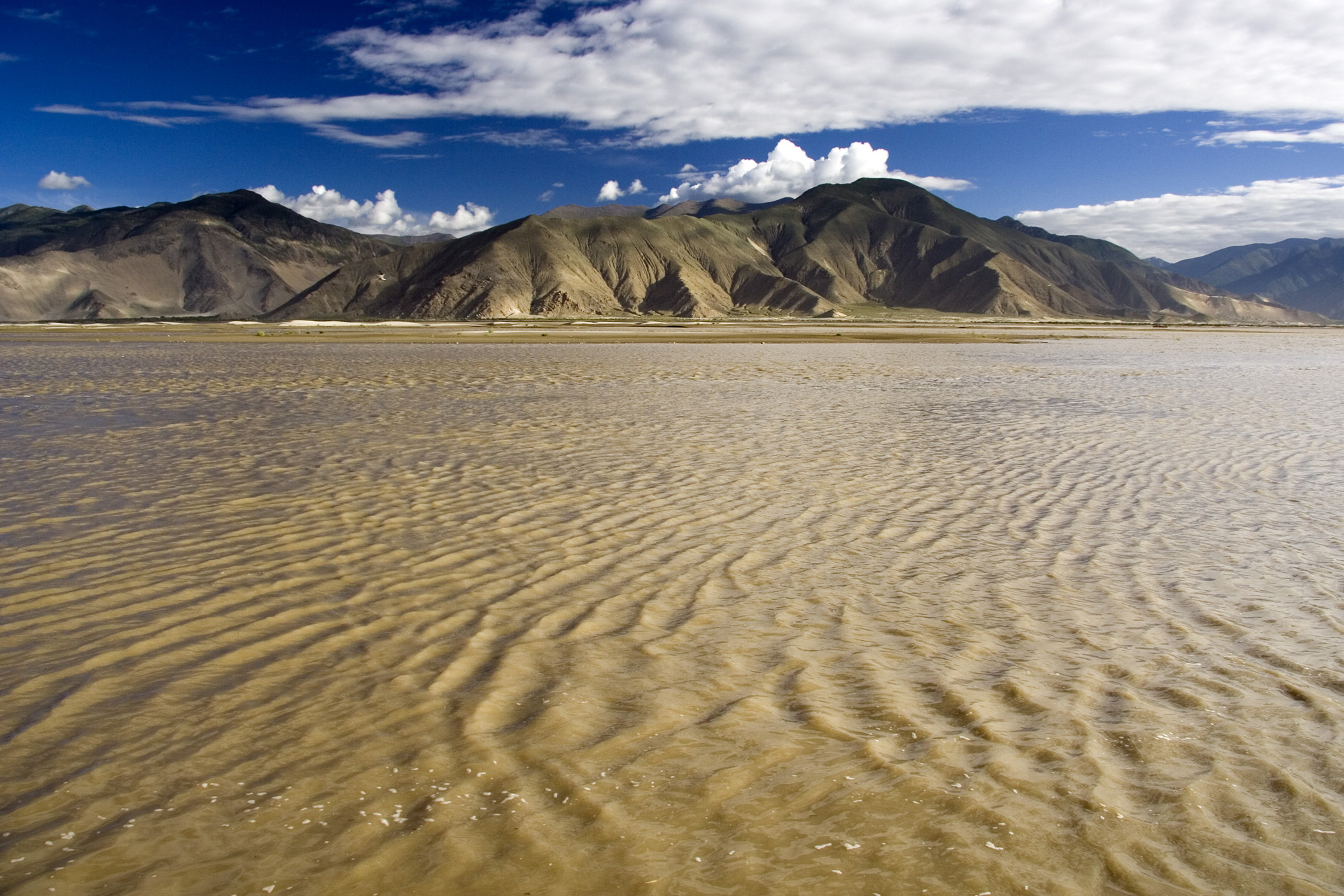
O Yarlung Tsangpo no Tibete

Mais de 73% da selva que cobria originariamente o curso baixo do rio desapareceu, e a parte restante tem vindo a ser destruída em 10% por ano. Atualmente, só 4% da zona estão em sectores protegidos. Esses sectores são o habitat de quatro espécies endémicas de pássaros, e 126 espécies de peixes são particulares à bacia do rio.
A ecorregião do rio na sua parte indiana alberga a maior população de elefantes da Índia, a maior população mundial de rinoceronte-indiano (Rhinoceros unicornis), de tigres (Panthera tigris), e de búfalos-da-índia (Bubalus arnee).
O Bramaputra é também uma fronteira biogeográfica para muitas espécies. Assim, o macaco Trachypithecus geei, o coelho do Assã (Caprolagus hispidus), e o javali-anão (Sus salvanius) estão confinados ao norte do rio, enquanto que o gibão Hylobates hoolock e o macaco-de-rabo-curto (Macaca arctoides) estão confinados no sul.